# Carolina Ferni
Carolina Ferni (Como, Lombardía, Italia, 20 de agosto de 1846 - Milán, 4 de junio de 1926) fue una violinista y soprano italiana.
Ferni comenzó su carrera de violinista en París y Bruselas, y posteriormente estudió canto con la famosa soprano Giuditta Pasta. Junto con su hermana Virginia (1837-1926), también violinista y cantante, realizó giras de conciertos por Italia, Francia y Suiza. Su debut escénico como soprano tuvo lugar en Turín, como Leonora en La favorita, en 1862.
Ferni cantó en la Scala de Milán entre 1866 y 1868 como Leonora y Norma, entre otros papeles. En su repertorio destacan también Selika (que cantó en Bolonia en el estreno italiano de L'Africaine), y Saffo.  En la ópera Il Violino del Diavolo, de Agostino Mercuri, en un papel escrito para ella, actuaba cantando y tocando el violín.
Se casó con el conocido barítono verdiano Leone Giraldoni (1824-1897). Tuvieron un hijo, Eugenio Giraldoni (1871-1924), al que Carolina enseñó canto, y que se convirtió también en un conocido barítono, que creó el papel de Scarpia en el estreno de Tosca, de Puccini, en 1900.
Ferni se retiró de la escena en 1883, y abrió una escuela de canto en Milán, y más tarde en San Petersburgo. Entre sus alumnos destacaron la soprano Eugenia Burzio y el tenor Enrico Caruso. Murió en Milán en 1926, dos años después que su hijo.